# Шавшин Володимир Георгійович
Володимир Георгійович Шавшин (нар.1942, Калінінська область) — історик, письменник, керівник відділу охорони пам'ятників Управління культури міста Севастополя, член Спілки письменників СРСР, член Національної спілки письменників України.

## Біографія
Народився в 1942 році в Калінінській (нині Тверській) області. З 1965 року живе і працює в Севастополі. Історик — закінчив Сімферопольський державний університет.

## Твори
Автор низки книг по історії Криму, Севастополя і Балаклави:
- «Балаклава»;
- «Балаклавский Георгиевский монастырь»;
- «За Веру и Отечество» (у співавторстві);
- «Альминское сражение»;
- «Бастионы Севастополя»;
- «Над Долиной смерти»;
- «Британский лев под Инкерманом»;
- «Севастополь в истории Крымской войны»;
- «Каменная летопись Севастополя» та інших.